# マルコ・ペルコヴィッチ
M.P. トンプソン (クロアチア語: M.P. Thompson) こと マルコ・ペルコヴィッチ (クロアチア語: Marko Perković、1966年10月27日 - ) は、クロアチアのロックバンド「トンプソン」のリーダー・歌手である。1991年にクロアチア・レコーズの歌手として業界に入り 、クロアチア共和国軍に所属しながらクロアチア紛争下で反セルビア的歌詞を盛り込んだ過激な歌を多く発表し、軍の兵士やクロアチアの民族主義者を中心に人気を集めた。第二次世界大戦中に設立された、ナチス・ドイツの傀儡政権であるウスタシャを支持する発言で度々物議を醸している（詳細はトンプソン (バンド)#批判と論争を参照）。
1991年に「チャヴォグラヴェ大隊」(Bojna Čavoglave)でデビューした。

## 私生活
クロアチア社会主義共和国のチャヴォグラヴェで生まれた。2回結婚し、5人の子供と1人の娘がいる。
教皇ベネディクト16世は2009年12月にペルコヴィッチを謁見した。